# Musée de l'habitat ouvrier d'Amuri
Le musée de l'habitat ouvrier d'Amuri (finnois : Amurin työläismuseokortteli) est un îlot urbain formant musée situé dans le quartier Amuri de Tampere en Finlande.

## Présentation
Le musée présente les maisons et des histoires de vie imaginaires de la population active de Tampere de 1882 à 1973.
L'îlot urbain formant le musée se compose de cinq maisons d'habitation et de quatre dépendances,.
Le musée est ouvert de début mai à mi-septembre. 
Le Café Amurin Helmi, est ouvert toute l'année dans le quartier des musées.

## Histoire
La construction des blocs d'habitation en bois dAmuri a commencé dans les années 1860 pour répondre aux besoins de la population active croissante de Tampere.
De ces blocs, il ne reste que le quartier du musée des ouvriers, qui comprend cinq bâtiments résidentiels à leur emplacement d'origine ainsi que quatre dépendances.
Les immeubles résidentiels sont constitués d'appartements datant de 1882 à 1973.
L'espace muséal comprend également un sauna public, une boulangerie, un atelier de cordonnerie une coopérative et un magasin de papeterie et de mercerie.

## Galerie

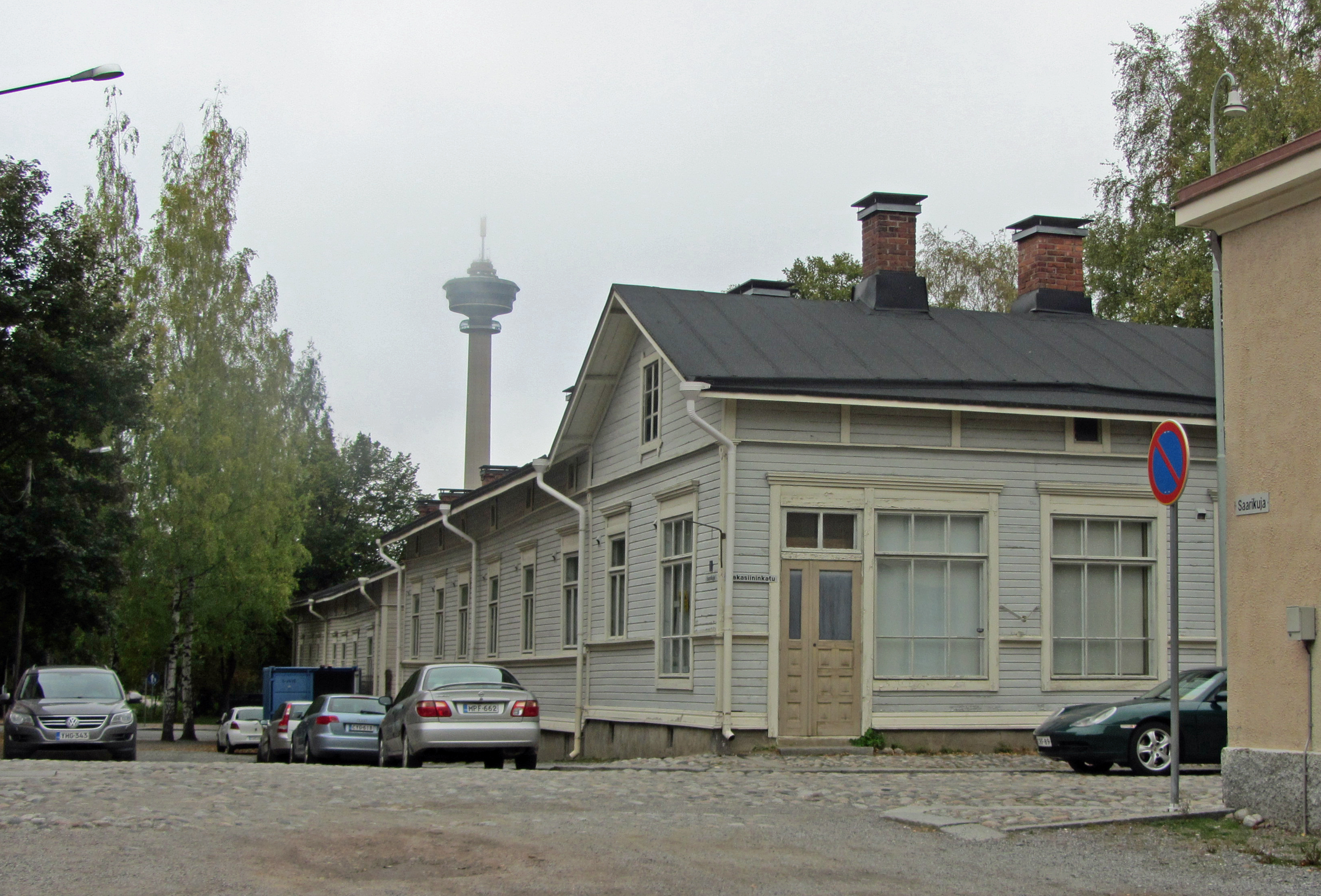
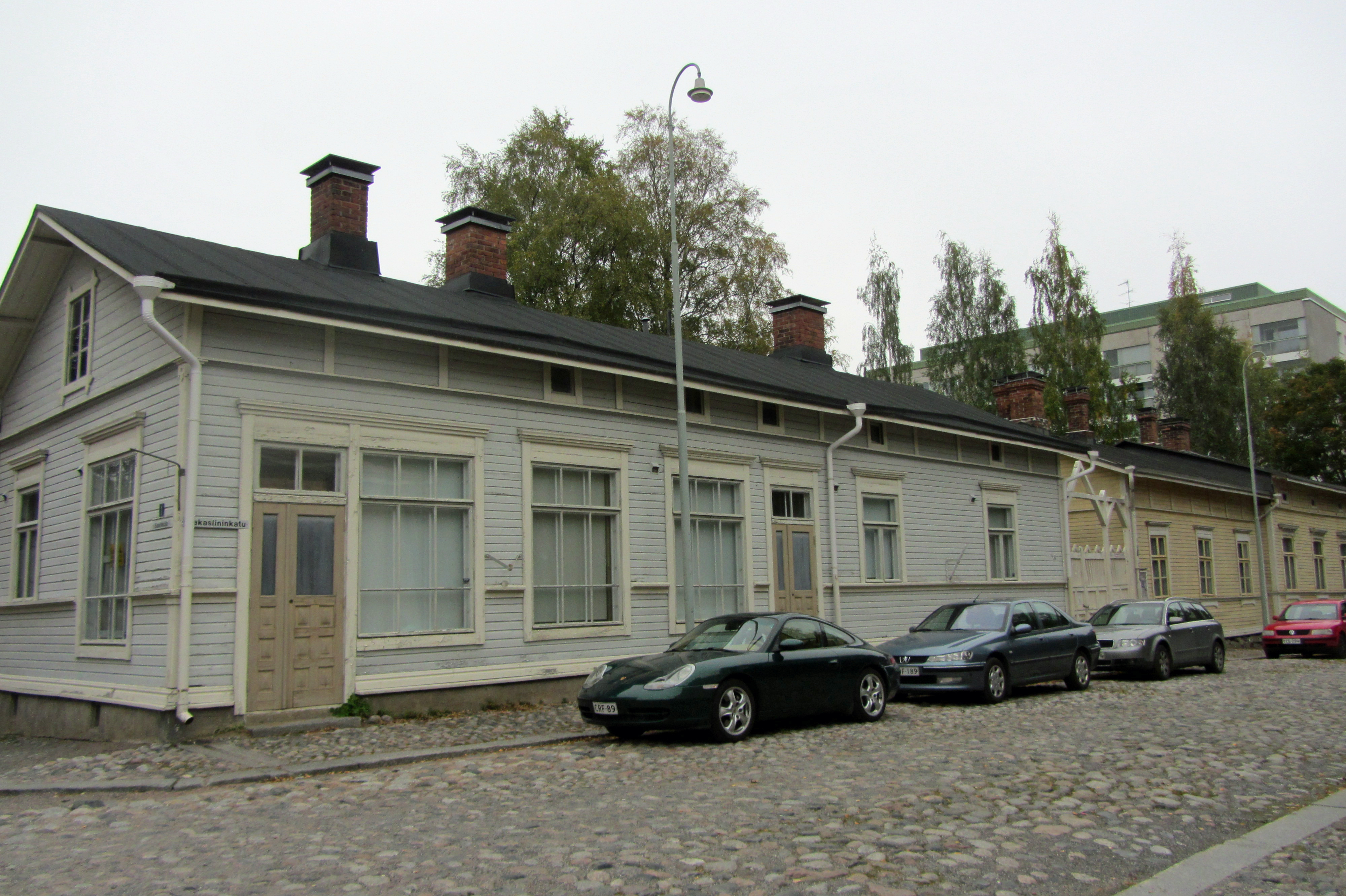
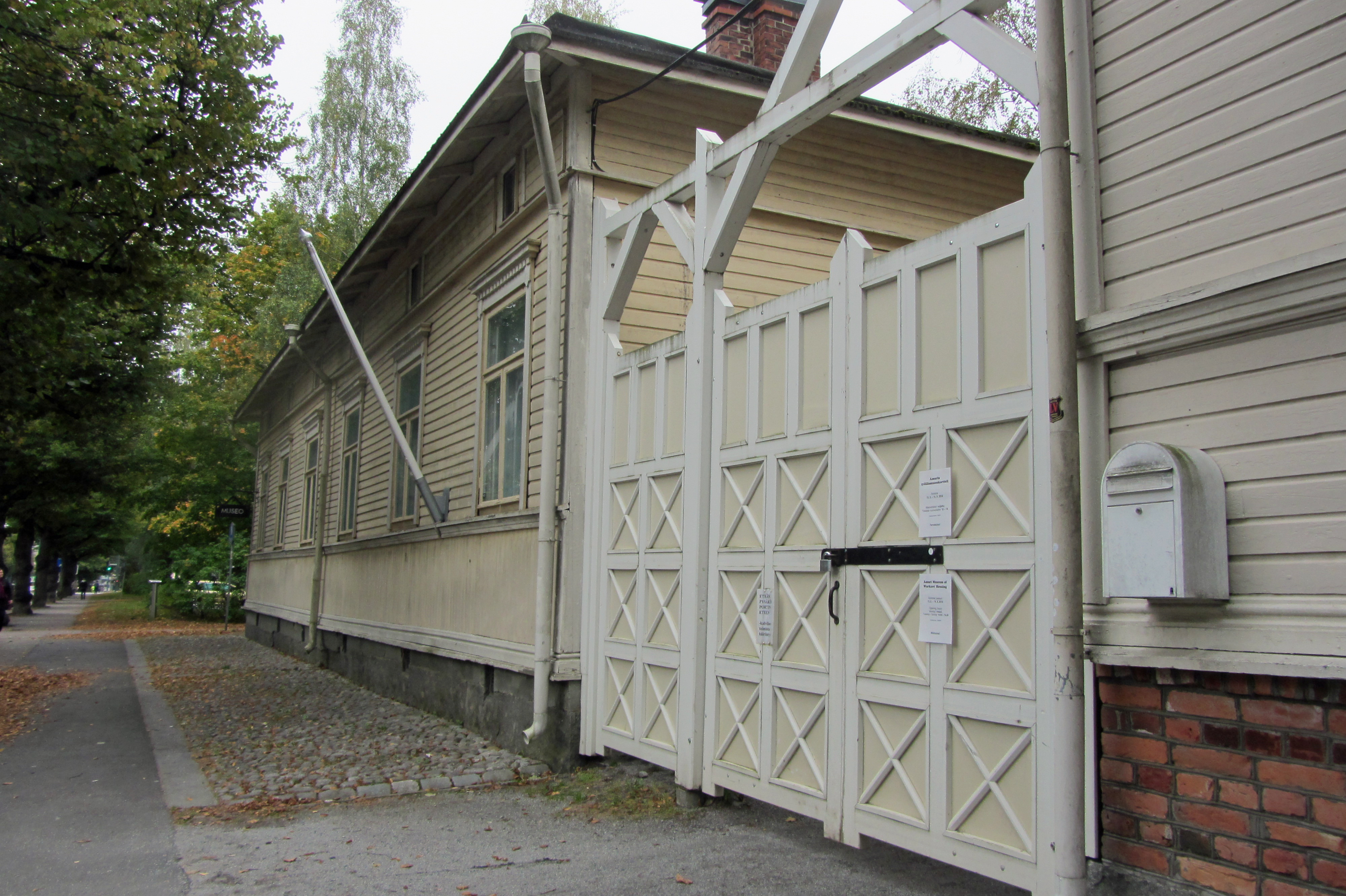
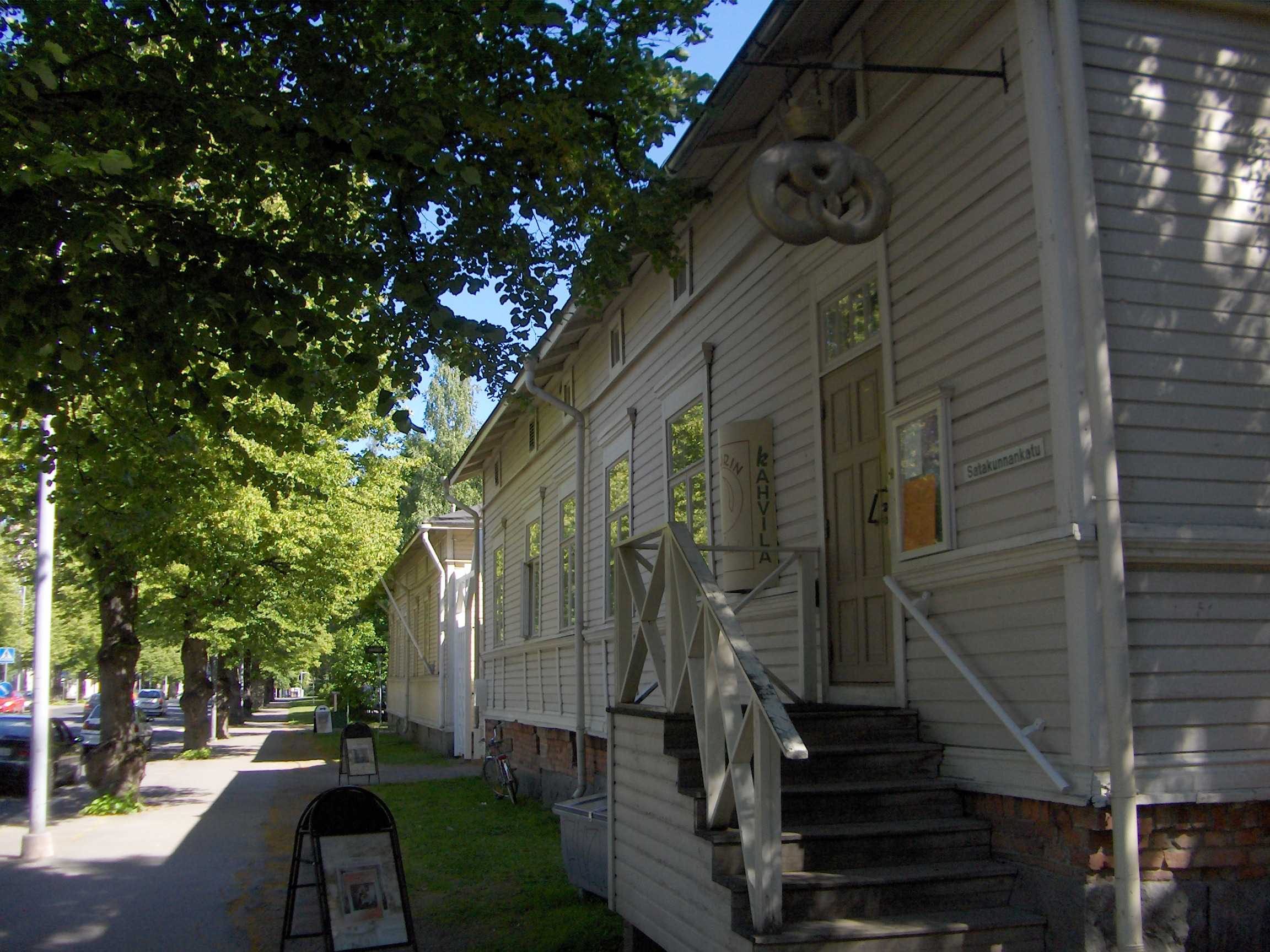
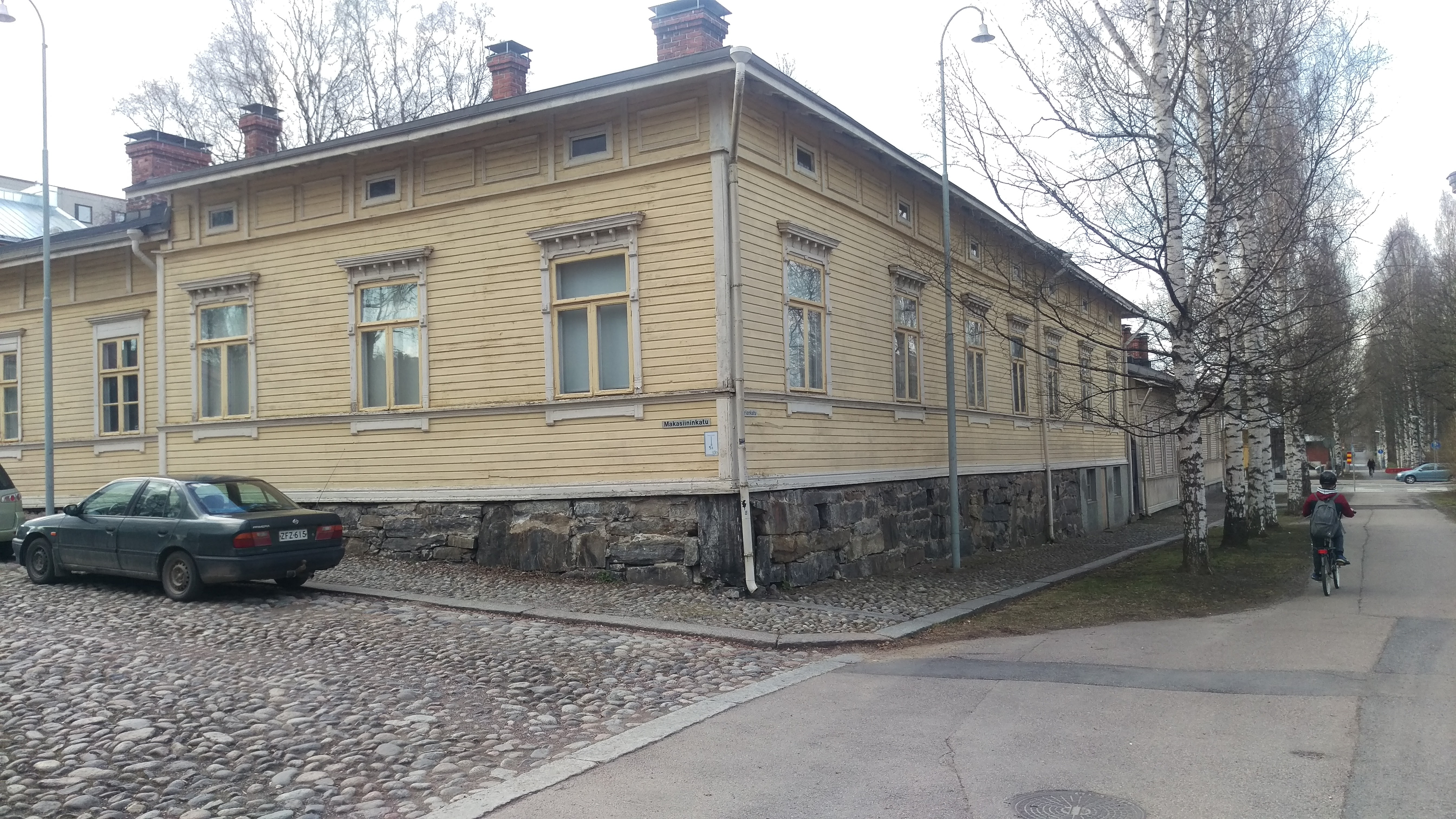
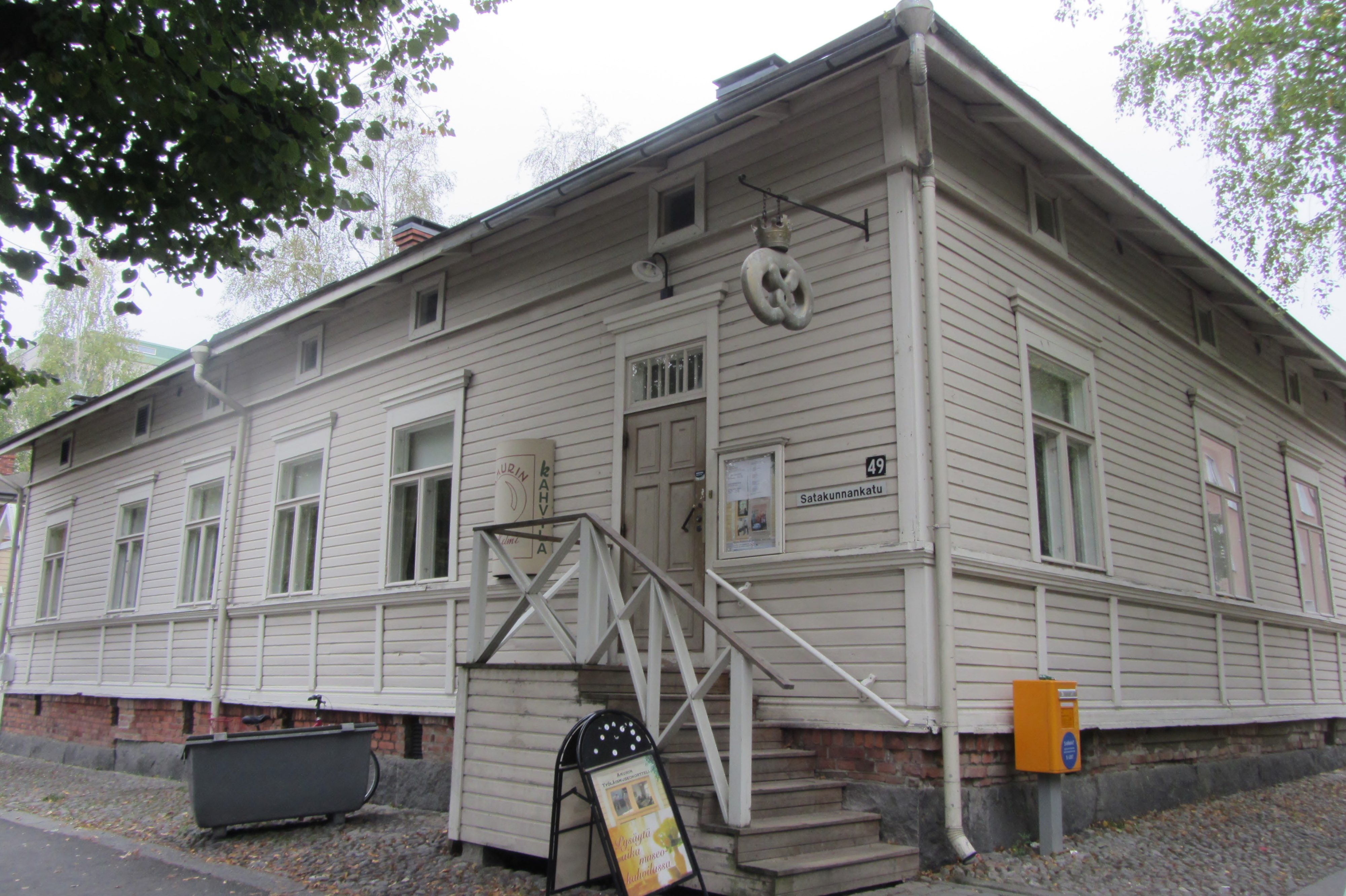
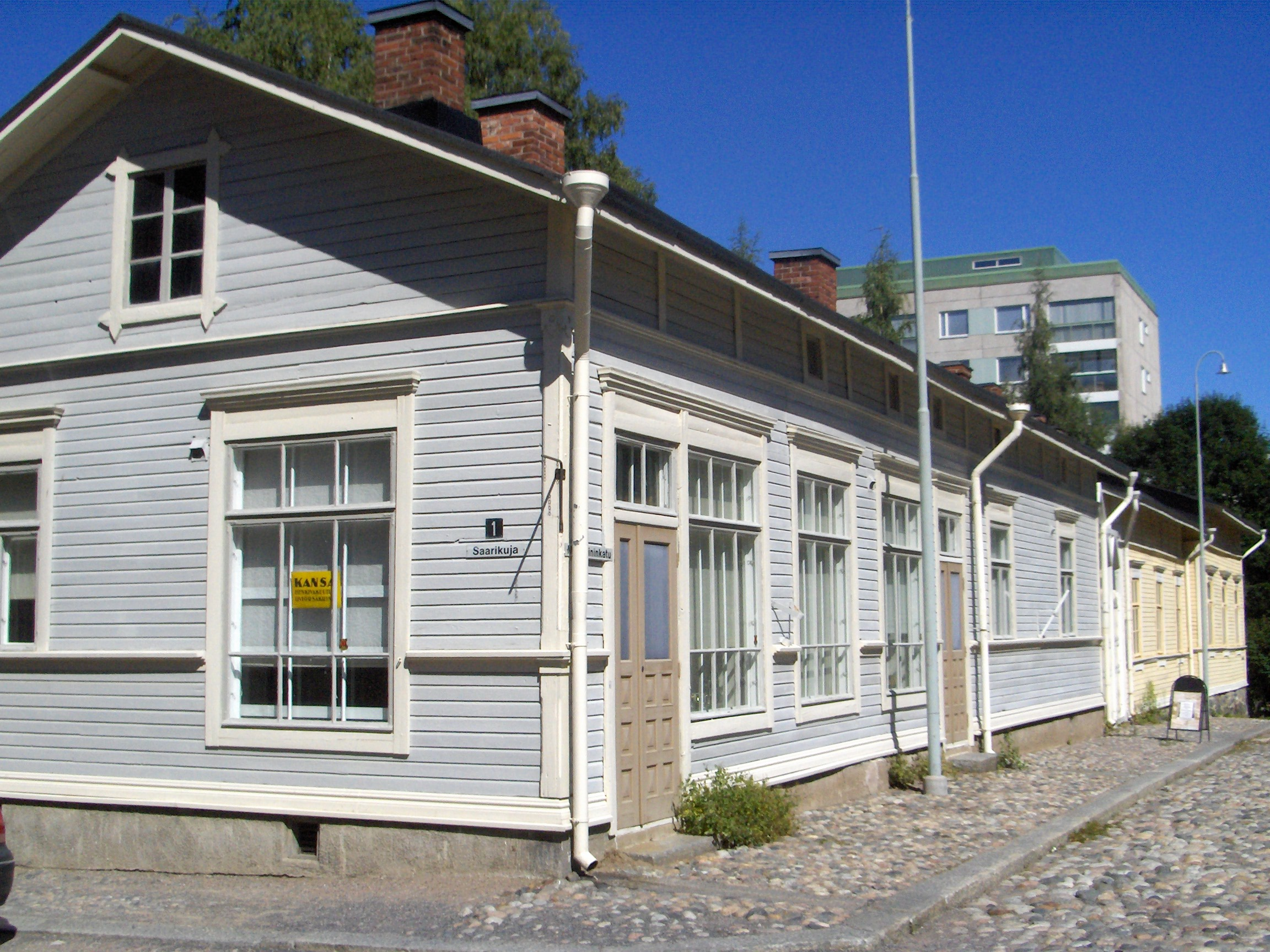